# DALnet
DALnet ist eines der größten und bekanntesten IRC-Netzwerke. Es wurde 1994 von Mitgliedern des #startrek-Channels im EFnet gegründet. Zeitweise zählte das DALnet zu den fünf größten IRC-Netzwerken.

## Geschichte
Bei seiner Gründung hieß es „Dal’s net“, benannt nach dem IRC-Admin des ersten Servers im Netzwerk, „Dalvenjah“. Erst kurz darauf wurde es in DALnet umbenannt.
Die Entwicklung war für damalige Verhältnisse rasant: Im Juli 1994 wurde mit 25 Benutzern gestartet, im November 1995 wurde bereits die 1.000-Benutzer-Marke überschritten. 5.000 im Juni 1996, 10.000 im Dezember 1996, 50.000 im Oktober 1999, 100.000 im November 2001. Der Höhepunkt des Wachstums wurde im Juni 2002 mit 140.000 Usern und 44 Servern erreicht. DALnet war kurzzeitig das größte IRC-Netzwerk.
Ende 2002 bis Anfang 2003 wurde DALnet Opfer schwerer Distributed-Denial-of-Service-Attacken. Zusätzlich wurde in diesem Zeitraum der Betrieb des IRC-Servers twisted.dal.net, der zu diesem Zeitpunkt der insgesamt größte IRC-Server mit 58391 Clients war (und diesen Rekord noch immer hält), aus persönlichen Gründen des Betreibers eingestellt. Die anderen Server im Netzwerk konnten die Belastung nicht ausreichend abfangen, was dazu führte, dass selbst Stammuser nur noch schwer zum DALnet verbinden konnten. Aufgrund dieser Umstände verlor das DALnet 60 % seiner User an andere IRC-Netzwerke. Der Zustand hat sich mittlerweile wieder stabilisiert, die alten Userzahlen wurden jedoch nie wieder erreicht.

## Besonderheiten
Das DALnet führte 1995 die sog. IRC-Services ein, mit denen Nicknames und Channel registriert und vor Fremdbenutzung verteidigt werden konnte. Ursprünglich ist es im IRC nicht vorgesehen, dass man Channel oder Nicknames „besitzen“ kann. Das DALnet war damit das erste Netzwerk, das Usern erfolgreich ermöglichte, eine dauerhafte Online-Identität im IRC anzunehmen. Dieser Service erfreute sich großer Beliebtheit, begünstigte damit das Wachstum des DALnet und ebnete den IRC-Services im Allgemeinen den Weg.
Im Jahr 2003 führte DALnet unter dem Namen „The IX Concept“ ein Anycast-System zur Verbindung ein, das über den Hostnamen ix.dal.net mit der IP-Adresse des „nächstgelegenen“ Servers verbindet.